# Oleksiy Shekhovtsov
Oleksíy Dmýtrovych Shekhovtsóv (en ucraniano: Олексі́й Дми́трович Шеховцо́в; Kramatorsk; 10 de marzo de 1957) es una figura pública y política ucraniana, diputado popular de Ucrania de la 1ª, 2ª y 3ª convocatorias (1990-2002), abogado.

## Educación
En 1974 se graduó de la escuela secundaria con medalla de oro (Escuela n.º 26, Kramatorsk). En 1980 se graduó con honores de la Universidad Nacional Aeroespacial “Instituto de Aviación de Járkiv”, con especialización en matemáticas aplicadas y como ingeniero-matemático. En 1996 se graduó de la Facultad de Derecho de la Universidad Nacional Tarás Shevchenko de Kyiv, con especialización en jurisprudencia y como abogado.

## Biografía

### Puestos de ingeniería (1980—1991)
Tras recibir su primera educación superior, entre 1980 y 1982 sirvió en el Ejército Soviético, en el personal de ingeniería y técnico de la Fuerza Aérea, en la base aérea de Starokostiantyniv, óblast de Jmelnitski, donde obtuvo el grado de teniente ingeniero en 1982. 
Tras servir en el ejército, regresó a Kramatorsk. Entre 1982 y 1983, trabajó como ingeniero en el Departamento de Sistemas de Control Automatizado (ASU) del Instituto Científico-Investigativo y Proyecto-Tecnológico de Ingeniería Mecánica (NDIPTMash). Entre 1983 y 1984, fue controlador en el Departamento de Control Técnico de la planta Vlas Chubar de construcción de máquinas pesadas de Kramatorsk (KZVV). En 1984-1991 trabajó en varios puestos de ingeniería en la Oficina Especial de Diseño y Tecnología para la Modernización y Reparación de Equipos (SPKTB) "Energomashremont" como ingeniero-constructor de 3ª categoría, matemático senior, ingeniero jefe, constructor jefe, gerente del sector e ingeniero-programador jefe.

### Actividades públicas y políticas (1985-1990)
Fue elegido diputado del consejo del asentamiento de Bilenkivsk (1985-1987) y vicepresidente del Consejo del Colectivo Laboral (RTK) del SPKTB "Energomashremont" (1988-1991). Entre 1989 y 1990, trabajó a tiempo parcial como asistente de un diputado popular de la URSS.
En diciembre de 1988, junto con dos colegas del RTK SPKTB "Energomashremont", creó una organización pública informal en Kramatorsk con el objetivo de promover la democratización de la vida política y social, que pronto recibió el nombre de "Grupo de Iniciativa en Apoyo a la Perestroika". En pocos meses, el Grupo de Iniciativa (GI) incluía a varias docenas de intelectuales y trabajadores con vocación democrática de las ciudades de Kramatorsk y Sloviansk.
Los miembros y simpatizantes del GI tomaron parte activa en las primeras elecciones democráticas en la URSS - las elecciones de diputados populares en la primavera de 1989 (el distrito electoral territorial incluía las ciudades de Kramatorsk y Sloviansk), y promovieron la nominación del candidato independiente Valentín Karasióv, un profesor del Instituto Industrial de Kramatorsk. Sin embargo, las reuniones electorales del distrito controladas por el Partido Comunista incluyeron solo dos candidatos en la boleta, aprobados por los comités municipales del PCUS de las ciudades de Kramatorsk y Sloviansk.
Miembros del GI lanzaron una campaña para boicotear estas elecciones antidemocráticas, instando a la ciudadanía a votar en contra de ambos candidatos comunistas. Como resultado, en la votación de marzo de 1989, ninguno de los candidatos obtuvo la mayoría necesaria, y se convocó una nueva elección en el distrito.
Durante la campaña electoral para la reelección, los miembros del GI llevaron a cabo una campaña aún más activa. En particular, en abril de 1989, el GI celebró el primer mitin democrático en la ciudad de Kramatorsk, al que asistieron unos 5 000 residentes. En mayo de 1989, Valentín Karasióv fue elegido diputado popular de la URSS por mayoría absoluta en las ciudades de Kramatorsk y Sloviansk. 

### Diputado popular de Ucrania (1990—2002)
En marzo de 1990, Oleksiy Shekhovtsov fue elegido diputado popular de Ucrania por la ciudad de Kramatorsk y, simultáneamente, diputado del Ayuntamiento de Kramatorsk (1990-1994). Encabezó el partido opositor Demblok en el ayuntamiento, que contaba con unos 40 diputados de un total de 150.
Entre 1990 y 1991, combinó los cargos del diputado popular de Ucrania con su trabajo en el SPKTB "Energomashremont". Desde principios de 1992, tuvo cargos constantes en la Rada Suprema de Ucrania. Fue miembro de la Сomisión Permanente de la Rada Suprema de Ucrania para la Lucha contra la Delincuencia (1990-1991) y miembro de la Comisión Permanente de Legislación y Legalidad (1992-1994).
En marzo de 1994, fue elegido diputado popular de Ucrania de la 2ª convocatoria por su distrito territorial en Kramatorsk, y en marzo de 1998, diputado de la 3ª convocatoria por el mismo distrito. Fue miembro del Comité de Presupuesto de la Rada Suprema de Ucrania (1994-2000) y también miembro del Comité de Política Jurídica (desde 2000 hasta el final de su mandato como diputado en mayo de 2002). Se postuló para la Rada Suprema de Ucrania de la 4ª convocatoria por el distrito de Kramatorsk (marzo de 2002), pero perdió ante Georgy Skudar, director de la Planta de Construcción de Maquinaria de Novokramatorsk (NKMZ), candidato del Partido de las Regiones.
En la Rada Suprema de Ucrania de la 1ª convocatoria, fue miembro del Consejo Popular de la oposición (mayo de 1990 - septiembre de 1991) y del grupo parlamentario del Partido del Renacimiento Democrático de Ucrania (PDVU). En la 2ª convocatoria, fue miembro del grupo parlamentario "Reformas" durante un breve periodo, y posteriormente fue miembro independiente. En la 3ª convocatoria, fue miembro del grupo parlamentario de la Asociación Panucraniana "Hromada" (mayo de 1998 - febrero de 1999), miembro independiente y miembro de la facción del Partido Socialista de Ucrania (desde diciembre de 1999 hasta el fin de su mandato parlamentario).
En las elecciones presidenciales de Ucrania de 1999, fue persona de confianza y jefe de la sede electoral del candidato presidencial Oleksandr Moroz en Kramatorsk.
Entre 2001 y 2002, fue vicepresidente de la Comisión Temporal de Investigación de la Rada Suprema de Ucrania, de su 3ª convocatoria, encargada de investigar las causas y circunstancias del asesinato del periodista Ígor Alexandrov en la ciudad de Sloviansk, óblast de Donetsk. Entre 2001 y 2008, habló repetidamente en los medios de comunicación, exponiendo la falsificación de la versión de la investigación, según la cual Yuriy Verediuk fue acusado falsamente de cometer este delito (quien fue absuelto por la sala judicial del Tribunal de Apelación de la Óblast de Donetsk, presidida por el juez Iván Korchysty).

### Actividades y carrera post-diputado (desde 2002)
Fue participante activo en el movimiento público de oposición "Ucrania sin Kuchma" (2000-2001), y también fue miembro del Consejo de la iniciativa cívica "Foro de Salvación Nacional". En las elecciones presidenciales de Ucrania de 2004, dirigió la sede electoral del candidato presidencial Oleksandr Moroz en región norte de óblast de Donetsk (las ciudades de Kramatorsk, Sloviansk, Druzhkivka, Kostiantínivka, Limán, Bajmut y las zonas rurales correspondientes).
De junio a noviembre de 2005, dirigió el Departamento de Gestión del Trabajo Organizativo-partidario del aparato del Comité Ejecutivo Central del partido político «Unión Popular “Nuestra Ucrania”». En diciembre de 2005, fue asesor del primer ministro de Ucrania, Yuri Yejanúrov. En 2006, dirigió el Departamento de Gobierno y Comunicaciones Públicas de la Secretaría del Consejo de Ministros de Ucrania. Desde julio de 2007, fue subdirector, socio director y socio de la asociación de abogados «Bufete de Abogados “Garantías Jurídicas”».
Funcionario público de primer rango desde el 14 de mayo de 2002.

## Actividad legislativa
Como diputado popular de Ucrania, fue autor de varias iniciativas legislativas. En particular, entre 1995 y 1997, participó activamente en la mejora del sistema de subsidios de vivienda. Es autor de la ley sobre la "Patente Comercial Especial", un sistema simplificado de tributación, contabilidad y presentación de informes para las pequeñas y medianas empresas, que se utilizó como experimento en varias ciudades de Ucrania entre 1998 y 2003.
Entre otras cosas, Oleksiy Shekhovtsov atendió a las víctimas del accidente radiológico de Kramatorsk. En 1993, gracias a sus esfuerzos, estas personas fueron equiparadas a las víctimas del desastre de Chornóbil a nivel legislativo. Sin embargo, la enmienda correspondiente fue posteriormente cancelada debido a una infracción de la normativa.

## Actividad editorial
Fue fundador, editor y periodista voluntario de varios periódicos independientes:
- Crónica de eventos corrientes (1990–1991), el primer periódico independiente de Kramatorsk.
- Gazeta (1998–1999)
- Narodna Volia (2000–2002), que se propagó en ciertas ciudades y distritos de las regiones de Donetsk, Odesa y Vínnitsa.
- Narodna Volia y Vremia Pik (2003–2004), distribuidos en el norte del óblast de Donetsk.

En 2017 publicó el libro Puntaje de Sloviansk, sobre el asesinato de Ígor Alexandrov, director de la empresa de radio y televisión "TOR".

## Enlaces
- - Шеховцов Алексей Дмитриевич
  - Шеховцов Олексій Дмитрович — Зовнішні зв'язки Українських залізниць.
  - Облікова картка депутата 2-го скликання
  - Облікова картка депутата 3-го скликання

- Datos: Q12171767
- Multimedia: Oleksii Shekhovtsov / Q12171767